# Webster (cognome)
Webster è un cognome di lingua inglese.

## Etimologia
Webster è un cognome derivato da un mestiere, dall'antico inglese webbestre, tessitrice. Nel medio inglese si perse la distinzione di genere, dovuta originariamente alla desinenza femminile -estre, quindi il termine poteva indicare anche un tessitore.

## Diffusione
Il cognome Webster è diffuso in Italia in un totale di 10 comuni italiani.

## Persone
- Adam Webster, calciatore inglese
- John Webster, drammaturgo britannico
- William H. Webster, giurista statunitense